# Lag med särskilda bestämmelser om vattenverksamhet
Lag (1998:812) med särskilda bestämmelser om vattenverksamhet, även kallad restvattenlagen, är en svensk lag. Lagen innehåller bestämmelser för vattenverksamhet och vattenanläggningar, till exempel många regler för samfällda vattenanläggningar och vattenanläggningar med flera delägare.
Lagen trädde i kraft 1 januari 1999 och innehåller i huvudsak de bestämmelser från den gamla Vattenlagen som inte passade att föra över till Miljöbalken när denna tillkom.